# Аз-Зумар
Аз-Зумар (араб. الزمر — Толпы) — тридцать девятая сура Корана. Сура мекканская, за исключением 52, 53, 54, ниспосланных в Медине.  Состоит из 75 аятов.

## Название
Название суры связано со стихами 71 и 73, в которых употреблено слово зумар.

## Содержание
В суре разъясняются два свойства, присущие человеку: когда человека постигает беда, он обращается к Аллаху, просит его о помощи и молит о прощении, а когда Аллах дарует ему милость и удел, он забывает все то, о чём просил Аллаха раньше.
Сура опять напоминает неверным о смерти и воскрешении, и о том, что те божества, которым они поклоняются, помимо Аллаха, ничего не могут сделать для них, ни в чём не могут помочь им, даже не могут заступиться за них.
Сура заканчивается разъяснением Последнего дня, когда затрубят в трубу, и все в небесах и на земле будут поражены, кроме тех, кого пожелает Аллах. Каждому будет справедливо воздано за то, что он заслужил: обитателей ада погонят толпами в огонь, а обитателей рая поведут в райские сады толпой.

 Писание ниспослано от Аллаха Могущественного, Мудрого. ۝ Мы ниспослали тебе Писание с истиной. Поклоняйся же Аллаху, очищая перед Ним веру. ۝ Воистину, чистая вера может быть посвящена одному Аллаху. А те, которые взяли себе вместо Него других покровителей и помощников, говорят: «Мы поклоняемся им только для того, чтобы они приблизили нас к Аллаху как можно ближе». Аллах рассудит их в том, в чём они расходились во мнениях. Воистину, Аллах не ведёт прямым путём тех, кто лжёт и не верует. ۝ Если бы Аллах захотел иметь детей, то Он избрал бы из Своих творений того, кого бы пожелал. Пречист Он! Он - Аллах, Единственный, Всемогущий. ۝ Он сотворил небеса и землю ради истины. Он обвивает ночью день и обвивает днём ночь. Он подчинил солнце и луну. Все они движутся к назначенному сроку. Воистину, Он - Могущественный, Всепрощающий. ۝ Он создал вас из одного человека. Он сотворил из него жену и ниспослал для вас из скотины восемь животных парами. Он создаёт вас в утробах ваших матерей: одно творение появляется вслед за другим в трёх мраках. Таков Аллах, ваш Господь. Ему принадлежит власть. Нет божества, кроме Него. До чего же вы отвращены от истины! 
—  39:1—6 (Кулиев)